# Lưới Klein
Lưới Klein còn gọi là Lưới xu hướng tính dục Klein dùng để đo lường kỹ hơn xu hướng tính dục bằng cách mở rộng thang Kinsey đã có trước đây. Lưới này phân loại lịch sử tình dục từ 1 (hoàn toàn dị tính) đến 7 (hoàn toàn đồng tính). Khi một người tham gia lưới khảo sát này, họ sẽ xác định mình "Chủ yếu là dị tính, thỉnh thoảng đồng tính" ở mức 2, "Chủ yếu là đồng tính, thỉnh thoảng dị tính" ở mức 6 và các khoảng giữa hai mức này. Ở giữa, mức 4 là "Dị tính và đồng tính là ngang nhau".

## Lưới khảo sát
| | Quá khứ (từ trước tới cách đây 1 năm) | Hiện tại (12 tháng qua) | Lý tưởng (bạn thích gì?) |
| A - Hấp dẫn tình dục: Bạn bị hấp dẫn tình dục với phái nào?                                                             |                                       |                         |                          |
| B - Hành vi tình dục: Bạn thực sự quan hệ tình dục với phái nào?                                                        |                                       |                         |                          |
| C - Ham muốn tình dục: Bạn ham muốn tình dục với phái nào?                                                              |                                       |                         |                          |
| D - Ưu tiên cảm xúc: Bạn cảm thấy bị lôi cuốn hay rung động với phái nào?                                               |                                       |                         |                          |
| E - Giao tiếp xã hội: Bạn muốn giao tiếp với phái nào hơn?                                                              |                                       |                         |                          |
| F - Tham chiếu lối sống: Bạn muốn dành nhiều thời gian cho cộng đồng nào? Cộng đồng nào làm bạn cảm thấy thoải mái hơn? |                                       |                         |                          |
| G - Tự xác định: Bạn xác định bản thân mình như thế nào?                                                                |                                       |                         |                          |

Mỗi ô trong 21 ô trên phải chứa một giá trị, từ 1 đến 7, để phân loại từng câu hỏi tương ứng với mỗi câu trả lời. Đối với các điểm từ A đến E thì được tính từ 1 = "Chỉ với khác phái" đến 7 = "Chỉ với cùng phái". Đối với các điểm F và G thì tính từ 1 = "Chỉ dị tính" đến 7 = "Chỉ đồng tính".
Không như thang Kinsey, Lưới Klein xem xét xu hướng tính dục trong ba giai đoạn với bảy yếu tố.